# 宝木村
宝木村（ほうぎそん）は、鳥取県気高郡にあった自治体である。1896年（明治29年）3月31日までは気多郡の最東部に位置した。

## 概要
現在の鳥取市気高町宝木・気高町冨吉・気高町奥沢見・気高町常松・気高町上光・気高町下光元に相当する。河内川下流域に位置し、北は日本海に面した。
藩政時代には鳥取藩領の気多郡母木庄（ほうぎのしょう）に属する母木村・新町村・奥沢見村（又は大沢見村、枝郷に溝後村があり）・富吉村・常松村があった。
母木村には近世初頭に伯耆街道の宿場が置かれていたが、後に分村した新町村に宿駅機能の多くがあったことから新町村が宿場を引き継いだ（ただし幕末まで母木宿と呼ばれた）。

## 沿革
- 元禄14年（1701年） - 母木村から枝郷の新町村を分村。母木村が酒津村を合併する[1][3]。
- 天保5年（1834年） - 母木村から枝郷の酒津村を分村[1][3]。
- 明治3年（1870年） - 新町村を新町宿と改める[1][3]。
- 1876年（明治9年）8月21日 - 島根県の管轄となる。
- 1877年（明治10年） - 母木村が新町宿を合併のうえ改称して宝木宿となる[3]。
- 1881年（明治14年）9月12日 - 鳥取県再置。
- 1883年（明治16年） - 連合戸長役場を宝木宿に設置。
- 1889年（明治22年）10月1日 - 町村制の施行により、奥沢見村・宝木宿・富吉村・常松村が合併して村制施行し、気多郡宝木村（初代）が発足。旧村名を継承した4大字を編成。光元村との組合役場を宝木宿に設置[1][4]。
- 1896年（明治29年）4月1日 - 郡制の施行により、高草郡・気多郡の区域をもって気高郡が発足し、気高郡宝木村となる。
- 1914年（大正3年）2月1日 - 光元村と合併し、改めて宝木村（2代）が発足。合併各村の計6大字を編成。役場位置を大字宝木宿字新町743番1と定める[5]。
- 1915年（大正4年）1月1日 - 「宝木村大字宝木宿」「宝木村大字◯◯村」から大字の「宿」「村」を削除し、「宝木村大字◯◯」と改称[6]。
- 1955年（昭和30年）7月1日 - 酒津村・瑞穂村・逢坂村・浜村町と合併し、気高町が発足。同日宝木村廃止[7]。

## 行政

### 戸長
- 宝木宿外11ヶ村連合戸長役場：伊奈正之[8]
管轄区域：宝木宿・富吉村・奥沢見村・常松村（後の宝木村）、上光村・下光元村（後の光元村）、宿村・土居村・重高村・二本木村・下坂本村（後の瑞穂村の一部）、酒津村[9]

### 歴代村長
| 代         | 氏名     | 就任年月日                 | 退任年月日                 | 備考     |
| ---------- | -------- | -------------------------- | -------------------------- | -------- |
| 初         | 木下昇一 | 1889年（明治22年）12月26日 | 1893年（明治26年）12月25日 |          |
| 2          | 木下昇一 | 1893年（明治26年）12月25日 | 1897年（明治30年）12月24日 |          |
| 3          | 木下昇一 | 1897年（明治30年）12月24日 | 1901年（明治34年）12月23日 |          |
| 4          | 木下昇一 | 1901年（明治34年）12月25日 | 1905年（明治38年）3月5日   | 家事都合 |
| 5          | 初田晴蔵 | 1905年（明治38年）3月22日  | 1906年（明治39年）11月9日  | 家事都合 |
| 6          | 木下昇一 | 1906年（明治39年）11月16日 | 1910年（明治43年）11月15日 |          |
| 7          | 木下昇一 | 1910年（明治43年）11月21日 | 1914年（大正3年）1月31日   |          |
| 参考文献 - |          |                            |                            |          |

| 代         | 氏名       | 就任年月日                 | 退任年月日                 | 備考         |
| ---------- | ---------- | -------------------------- | -------------------------- | ------------ |
| 初         | 木下昇一   | 1914年（大正3年）2月1日    | 1914年（大正3年）4月22日   |              |
| 2          | 木下昇一   | 1914年（大正3年）4月22日   | 1918年（大正7年）4月21日   |              |
| 3          | 木下昇一   | 1918年（大正7年）4月22日   | 1920年（大正9年）9月27日   | 死亡         |
| 4          | 新忠蔵     | 1920年（大正9年）10月23日  | 1924年（大正13年）10月22日 |              |
| 5          | 新忠蔵     | 1924年（大正13年）10月23日 | 1928年（昭和3年）10月23日  |              |
| 6          | 新忠蔵     | 1928年（昭和3年）10月23日  | 1932年（昭和7年）10月22日  |              |
| 7          | 和田定七   | 1932年（昭和7年）10月23日  | 1936年（昭和11年）10月22日 |              |
| 8          | 和田定七   | 1936年（昭和11年）12月3日  | 1937年（昭和12年）4月3日   | 家事都合     |
| 9          | 谷川保夫   | 1937年（昭和12年）5月15日  | 1938年（昭和13年）1月4日   | 老年         |
| 10         | 谷川寿夫   | 1938年（昭和13年）1月14日  | 1942年（昭和17年）1月13日  |              |
| 11         | 谷川寿夫   | 1942年（昭和17年）1月15日  | 1946年（昭和21年）1月14日  |              |
| 12         | 谷川寿夫   | 1946年（昭和21年）1月15日  | 1946年（昭和21年）10月30日 | 辞職         |
| 13         | 和田幸太郎 | 1947年（昭和22年）4月8日   | 1948年（昭和23年）5月19日  | 一身上の都合 |
| 14         | 竹本武     | 1948年（昭和23年）6月26日  | 1951年（昭和26年）9月18日  | 解職投票     |
| 15         | 松本義久   | 1951年（昭和26年）10月27日 | 1955年（昭和30年）6月30日  |              |
| 参考文献 - |            |                            |                            |              |

## 教育
- 宝木村立宝木小学校（現・鳥取市立宝木小学校）[1]
- 瑞穂・酒津・宝木組合立気高中学校：1947年（昭和22年）4月1日に宝木村大字宝木1156番地の旧山東青年学校内に創設[1]。
- 宝木村立宝木中学校：1948年（昭和23年）4月1日に宝木村が組合立を離脱して創設。気高町発足後の1956年（昭和31年）4月1日に旧気高中学校と合併。現在は鳥取市立気高中学校[1]。

## 交通

### 鉄道
- 山陰本線：宝木駅

### 道路
- 国道9号